# Anatolij Gavrilovič Ufimcev
Anatolij Gavrilovič Ufimcev (in russo Анатолий Гаврилович Уфимцев?; Omsk, 11 maggio 1914 – Qostanay, 2 luglio 2000) è stato uno scacchista kazako (sovietico fino al 1991). È scritto anche Anatolij Ufimtsev.

## Biografia
Imparò gli scacchi a 6 anni dal padre Gavril Andreevič, uno dei più forti giocatori della Siberia. All'età di 12 anni diede una simultanea su 30 scacchiere ai cadetti della scuola di fanteria di Omsk, col risultato di 28 vittorie e due patte. L'anno successivo suo padre lo portò al campionato juniores della Siberia a Novosibirsk, che vinse con 10/10. 
Dal 1947 al 1970 vinse per undici volte il Campionato del Kazakistan. Vinse anche per cinque volte il campionato dell'Asia Centrale sovietica.
Negli anni Quaranta partecipò a diversi tornei di qualificazione al Campionato sovietico, riuscendo a qualificarsi per la finale nel 1946 con la vittoria nella semifinale di Tbilisi, davanti a Lev Aronin e altri fortissimi maestri. Nel 15º campionato sovietico di Leningrado del 1947 terminò nella bassa classifica, ma vinse contro campioni del calibro di Vasilij Smyslov e Salo Flohr. 
Dopo la seconda guerra mondiale, durante la quale servì come geometra nel genio militare, ottenne una posizione di economo al Comitato centrale di pianificazione urbanistica di Qostanay, di cui poi divenne vicepresidente. Nel dopoguerra non partecipò più a tornei importanti, ma nel 1999 destò sensazione vincendo, all'età di 85 anni, il campionato di Qostanay.
Gli è attribuita la paternità teorica della difesa Pirc, chiamata anche "difesa Pirc-Ufimcev":
1.e4 d6 2.d4 Cf6 3.Cc3 g6  (ECO B06-B09)